# Gnophomyia apicularis
Gnophomyia apicularis là một loài ruồi trong họ Limoniidae. Chúng phân bố ở vùng Tân nhiệt đới.